# Stefano Delle Chiaie (politico)
Stefano Delle Chiaje, riportato nei media come Delle Chiaie (Caserta, 13 settembre 1936 – Roma, 9 settembre 2019), è stato un terrorista italiano, esponente dell'estrema destra extraparlamentare neofascista, fondatore di Avanguardia Nazionale. Venne coinvolto in alcuni processi nell'ambito della strategia della tensione, come quello sulla strage di piazza Fontana e la strage di Bologna.

## Biografia

### Gli inizi
Nato e cresciuto nel quartiere Centurano a Caserta, aderì al Movimento Sociale Italiano a 14 anni, nella sezione Appio-Tuscolano di Roma, frequentata da numerosi reduci della Repubblica Sociale Italiana. Nel 1956, a vent'anni, uscì dal partito per seguire Pino Rauti nel Movimento Politico Ordine Nuovo dove strinse amicizia con Paolo Signorelli che divenne poi leader del movimento.

### La fondazione di ANG
Nel 1959 abbandonò Rauti e fondò il movimento anticomunista e fascista Avanguardia Nazionale Giovanile, poi autoscioltosi dopo numerosi arresti dei suoi militanti. Successivamente raccontò di essere riuscito a scampare nel 1962 alla condanna a un anno di carcere grazie all'interessamento di Ernesto Brivio, di comuni posizioni politiche, che, come confessato successivamente da Delle Chiaie stesso, pagò un milione di lire "per cavarlo dagli impicci".
Nel 1965 prese parte al convegno dell'hotel Parco dei Principi sulla "guerra rivoluzionaria", organizzato dall'Istituto Alberto Pollio - tra i relatori furono presenti numerosi esponenti del neofascismo, come Gianfranco Finaldi, Giorgio Pisanò, Pino Rauti, Guido Giannettini - e il cui principale obiettivo era di impedire che il comunismo potesse arrivare al potere in Italia, tramite l'instaurazione di uno Stato autoritario con la complicità di apparati istituzionali.
Nel febbraio 1966 gli ex militanti di Avanguardia Nazionale Giovanile furono coinvolti nell'operazione manifesti cinesi finalizzata all'affissione illegale di manifesti che, a dispetto del nome, erano in realtà inneggianti alla Unione Sovietica stalinista, firmati da fantomatici gruppi comunisti italiani di orientamento stalinista-maoista come operazione di false flag. Ideata da Federico Umberto D'Amato, i manifesti furono in realtà scritti dal giornalista Giuseppe Bonanni, de Il Borghese. Mario Tedeschi diede l'incarico della loro diffusione a Stefano Delle Chiaie. Secondo alcuni autori, questa azione segna la data dell'inizio della strategia della tensione.
A vent'anni di distanza, interrogato dalla commissione di indagine, Delle Chiaie sostenne che l'ANG era stata coinvolta a propria insaputa in un'operazione voluta da un'organizzazione legata alla CIA e ad alcuni ambienti anticomunisti italiani. In realtà i rapporti tra Avanguardia Nazionale e l'Ufficio Affari Riservati furono stabili fino alla metà degli anni settanta, periodo in cui Delle Chiaie, nonostante la latitanza, era un confidente di D'Amato e della questura di Roma.

#### La Battaglia di Valle Giulia

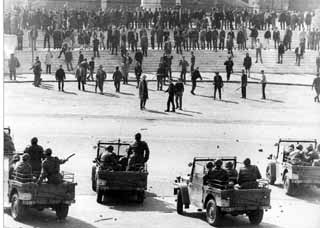
Gli studenti fronteggiano le forze di polizia durante la battaglia di Valle Giulia, nella prima fila anche militanti di Avanguardia Nazionale tra cui Stefano Delle Chiaie, Mario Merlino e Adriano Tilgher..

Il 1º marzo 1968, nell'ambito delle prime manifestazioni studentesche a Roma, Delle Chiaie prese parte al corteo studentesco alla guida del gruppo romano della disciolta Avanguardia Nazionale, assieme al FUAN-Caravella e a Primula Goliardica. Quando il corteo giunse a Valle Giulia si trovò la strada sbarrata da un cordone di polizia e la situazione rapidamente degenerò. Delle Chiaie guidò l'attacco contro la polizia che diede il via agli scontri noti come la «battaglia» di Valle Giulia. Gli ex di Avanguardia Nazionale Giovanile erano inoltre supportati da esponenti del FUAN e del MSI.
(Stefano Delle Chiaie.)
Al termine degli scontri i neofascisti di Delle Chiaie e il FUAN occuparono la facoltà di giurisprudenza, mentre gli studenti di sinistra occuparono quella di lettere.
Ma il 17 marzo i Volontari Nazionali guidati da Giorgio Almirante, Giulio Caradonna e Massimo Anderson si recarono presso l'università nel tentativo di porre fine all'occupazione. Quando diedero il via al tentativo di penetrare all'interno ddella facoltà di lettere si scatenarono duri scontri e gli studenti di Avanguardia Nazionale guidati da Delle Chiaie uscirono dalla facoltà di legge e si disposero sui gradini del rettorato. Ad essi si aggiunsero anche i militanti del FUAN.
(Stefano Delle Chiaie.)
Gli scontri terminarono con l'arrivo della polizia che procedette a numerosi arresti tra cui lo stesso Delle Chiaie, che fu poi scarcerato poco dopo. Iniziarono in questo periodo i contatti tra Avanguardia Nazionale e il Fronte Nazionale di Junio Valerio Borghese.
Due mesi dopo, iniziato il «Maggio francese» alcuni ex militanti di Avanguardia Nazionale Giovanile, tra cui si trovavano Delle Chiaie e Mario Merlino, inalberando una bandiera nera con la scritta "22 marzo", organizzarono una manifestazione di protesta presso l'ambasciata francese.

### Le prime indagini per piazza Fontana
Il 12 dicembre 1969 avvenne la strage di piazza Fontana e in concomitanza esplosero anche delle bombe a Roma. Mario Merlino, amico di Delle Chiaie ed ex militante di Avanguardia Nazionale, fu arrestato insieme ad altri cinque militanti del Circolo anarchico 22 marzo. Merlino in questura fu lasciato da solo in compagnia di un informatore di polizia, Stefano Serpieri, in passato legato all'estrema destra che tentò di carpirgli qualche confidenza e che stilò poi un resoconto che in sostanza avvalorava la tesi di un coinvolgimento di Delle Chiaie e che finì in un rapporto del SID del 17 dicembre 1969. Al Serpieri il Merlino rivelò che quando scoppiarono le bombe a Roma presso l'Altare della Patria, si trovava in compagnia di Delle Chiaie ma che avrebbe preferito non rivelarlo per non coinvolgerlo a meno che non avesse avuto bisogno di un alibi.
Infatti Delle Chiaie, chiamato a testimoniare il 19 dicembre sull'attività di Merlino presso il Circolo anarchico 22 marzo, non ne fornì alcun alibi. Il giorno seguente arrivò il mandato di cattura per Merlino che a quel punto dichiarò di aver incontrato Delle Chiaie nella notte fra l'11 e il 12 dicembre. Il 22 dicembre Delle Chiaie, nuovamente richiamato a testimoniare, rettificò la sua deposizione affermando di aver incontrato Merlino il 12 pomeriggio e indicando come testimoni la convivente Leda Minetti e il figlio di lei Riccardo. In seguito Delle Chiaie, chiamato nuovamente a testimoniare il 25 luglio 1970, si presentò al Palazzo di Giustizia, ma poi, senza apparente motivo, se ne allontanò e poco tempo dopo fuggì nella Spagna franchista. Secondo quanto poi raccontato dallo stesso Delle Chiaie, all'interno del tribunale aveva ricevuto una soffiata in base alla quale lo «volevano incastrare». In effetti risultò che in Tribunale era già stato preparato un mandato di cattura per falsa testimonianza.

### Attività in Spagna
A partire dal 1970 Delle Chiaie si nascose a Madrid in Spagna dove entrò in contatto con l'Aginter Press diretta dall'ex ufficiale dell'Organisation armée secrète (OAS) Yves Guérin-Sérac (vero nome: Yves Guillou), che aveva la sua sede principale a Lisbona. Nel 1973 cominciarono i contatti con il Movimento Politico Ordine Nuovo, erede del vecchio "Centro Studi Ordine Nuovo", che sotto la guida di Paolo Signorelli, era stato sciolto d'autorità con l'accusa di ricostituzione del disciolto Partito Fascista. Si avviarono quindi incontri in Spagna con Delle Chiaie al fine di studiare l'unificazione dei due movimenti. All'epoca Avanguardia Nazionale non era ancora sotto processo. A questi incontri parteciparono anche altri fuoriusciti in Spagna di Ordine Nuovo come Pierluigi Concutelli. Il nuovo soggetto politico, in base ad un incontro avvenuto nel settembre 1975 ad Albano Laziale, cui parteciparono lo stesso Delle Chiaie e Paolo Signorelli, avrebbe dovuto assumere il nome di Avanguardia Nazionale per l'Ordine Nuovo, ma l'ipotesi saltò circa tre mesi dopo nel corso di un nuovo incontro tenutosi a Nizza.

Militanti di Avanguardia Nazionale Giovanile a Roma, nel 1975, sul cartellone si nota la sigla ANG

Nel corso di un viaggio del 1974 con Junio Valerio Borghese in Cile, Delle Chiaie conobbe il dittatore Augusto Pinochet che incontrò nuovamente nel 1975 a Madrid, in occasione dei funerali di Franco. In seguito a questo incontro decise di trasferirsi in Cile.
Negli anni seguenti il nome di Delle Chiaie ricomparve di nuovo nella Spagna post-franchista, in particolare implicato nell'organizzazione dei Grupos Antiterroristas de Liberación (GAL), gruppo paramilitare creato dal Ministero dell'interno del governo di Felipe González (PSOE) per contrastare il terrorismo dell'ETA. Delle Chiaie ha sempre negato ogni coinvolgimento con queste formazioni. Partecipò nei fatti di Montejurra tra i sostenitori di Sisto Enrico di Borbone-Parma.

### In Sud America
Delle Chiaie, trasferitosi in Cile nel 1976 ebbe a disposizione, per il proprio gruppo, un ufficio a Santiago del Cile in cui si occupava di propaganda e di controinformazione sullo stile dell'Aginter Press. Fu inoltre direttamente coinvolto dal regime di Augusto Pinochet alle riunioni della Dirección Nacional de Inteligencia (DINA) di Manuel Contreras e in seguito nell'Operazione Condor per la persecuzione dei dissidenti.
Nel 1977 si trasferì per breve tempo in Argentina e già nel 1978 in Bolivia. In Bolivia partecipò insieme a Pierluigi Pagliai, che Delle Chiaie aveva conosciuto in Spagna, alla costituzione di un gruppo paramilitare alle dipendenze del Ministero dell'Interno boliviano presieduto dal nazista Klaus Barbie che, sotto il falso nome di Klaus Altmann, era allora consigliere per la sicurezza boliviana. Questo gruppo, che aiutò Luis García Meza Tejada a prendere il potere con un colpo di Stato nel 1980, fu soprannominato i fidanzati della morte. Delle Chiaie divenne quindi «consigliere politico» prima di Luis García Meza Tejada, poi del suo successore Celso Torrelio Villa.
Nel 1982 in Italia fu spiccato nei suoi confronti un mandato di cattura per concorso nella strage di piazza Fontana e il 2 agosto 1982 vi fu un primo tentativo di arresto affidato a mercenari francesi mentre si trovava in Bolivia. Avvertito da uno di questi, con l’aiuto di alcuni ex avanguardisti fece perdere le proprie tracce, nascondendosi a Caracas in Venezuela e Pierluigi Pagliai, invece, si trasferì in Argentina. Il 10 ottobre 1982 Pagliai fu rintracciato a Santa Cruz de la Sierra e, davanti alla chiesa di Nuestra Señora de Fátima, fu ferito gravemente con due colpi di pistola, uno dei quali lo colpì alla seconda vertebra. A sparare furono gli agenti italiani del SISDE e gli agenti della CIA. Trasportato in Italia contro il parere delle autorità boliviane, perché giudicato dai medici non trasportabile, morì a Roma il 5 novembre 1982 a seguito delle ferite. 
Il 27 marzo 1987, dopo diciassette anni di latitanza in vari paesi dell'America Latina, inseguito da cinque anni da mandato di cattura per associazione sovversiva, banda armata e concorso in strage, Delle Chiaie si lasciò arrestare a Caracas in Venezuela dalla polizia per essere estradato in Italia. Rispetto al primo tentativo effettuato alcuni anni prima in Bolivia, secondo Delle Chiaie la situazione era mutata, poiché stavolta: "Ci sono i processi e i camerati in galera". Giunto a Roma in aereo sotto scorta, prima ancora di scendere dal velivolo ricevette la visita a bordo del magistrato Luciano Infelisi che prese possesso di una borsa di documenti del catturando. Questo fatto generò una forte polemica da parte dei magistrati titolari dell'inchiesta (cfr. Corriere della Sera nei giorni successivi all'arrivo di Delle Chiaie in Italia), dal momento che Infelisi non era fra questi e che si trattò di un'azione presa con decisione apparentemente autonoma da parte del singolo magistrato.

### La stagione dei processi
(Andrea Barbato)
A partire dal 31 marzo 1987, data del suo rientro in Italia, la strategia processuale di Delle Chiaie si è prestata all'accusa di prosecuzione della tecnica del depistaggio con altri mezzi. Anche la sua comparizione dinanzi ad una commissione di inchiesta parlamentare ha determinato il sospetto di inquinamento delle indagini in atto. 

#### IlGolpe Borghese
Stefano Delle Chiaie fu accusato di aver preso parte al tentato Golpe Borghese del 1970, in cui, secondo Athos De Luca, membro della commissione stragi, nella notte del 7 dicembre 1970 comandò l'unità composta da militanti di Avanguardia Nazionale penetrata negli uffici del Ministero dell'interno. Chiamato in giudizio, affermò di trovarsi all'estero in quei giorni, precisamente a Barcellona. Dalla relazione di Guido Paglia, un esponente di Avanguardia Nazionale, fornita ai Servizi Segreti, Delle Chiaie viene indicato come attivamente presente durante il golpe.

#### Strage di piazza Fontana
Nel 1977, suo figlio adottivo, Riccardo Minetti, era morto suicida nel carcere di Regina Coeli mentre era in attesa di testimoniare per il processo per la strage di Piazza Fontana del 1969, per la quale nel 1982 fu spiccato nei confronti di Delle Chiaie un mandato di cattura, ma in quel periodo egli si trovava in Bolivia: divenne così ufficialmente latitante. Arrestato a Caracas (Venezuela) nel 1987, venne estradato in Italia, processato e assolto il 20 febbraio 1989 "per non aver commesso il fatto". La sentenza fu confermata in appello il 5 luglio 1991, quando fu prosciolto anche dall'accusa di associazione eversiva.

#### Strage dell'Italicus
Nel momento in cui Delle Chiaie ritorna in Italia, dopo più di un decennio da latitante, ha del materiale documentale riguardante la sua attività politica ed eversiva. Il materiale in larga parte è utile alla sua ricostruzione storica. Al riguardo scrive il giudice Leonardo Grassi nella sentenza Italicus bis:
Delle Chiaie si sente portatore del compito storico di liberare la destra - o almeno A.N. - dal sospetto di stragismo da cui è gravata (ciò lo afferma peraltro in modo esplicito) e per assolvere questo compito non può far altro che chiamare in causa - ma con prudenza per quanto possibile senza compromettere definitivamente nessuno - i vecchi complici delle campagne di provocazione e di disinformazione, i comprimari della strategia stragista, coloro che hanno coperto i colpevoli, deviato le indagini. Nel far ciò ha naturalmente buon gioco, perché uomini delle istituzioni nel corso degli anni si sono effettivamente succeduti a deviare le indagini e a proteggere i responsabili delle stragi. È tenuto conto di questa premessa che occorre valutare la documentazione sequestrata a Delle Chiaie e gli squarci di verità che in essa si possono cogliere.
Nei documenti gli inquirenti però trovano anche notazioni di Delle Chiaie, effettuate come appunti. Una di queste riguarda la strage dell'Italicus:
"L'anno della provocazione (74)!..
Italicus (Gauchi e massoni)
L'industriale di Milano, Degli Innocenti-La Bruna - i mandanti (?) del '74".
Cauchi è un neofascista toscano, fuggito in Spagna nel 1975, dove si è affiancato a Delle Chiaie. Su questi appunti Vincenzo Vinciguerra (che era insieme a Delle Chiaie e Cauchi all'epoca nella Spagna franchista) ha dichiarato:
Mi viene nuovamente fatto presente che nei documenti a suo tempo sequestrati a Stefano Delle Chiaie vi è un'annotazione in cui si accosta la strage dell'Italicus a Cauchi e alla massoneria. Questo è un punto dolente. È evidente che Delle Chiaie, con quella notazione, intendeva dire quello che ha scritto. Posso solo precisare che Delle Chiaie si riferisce alla Massoneria di Piazza del Gesù. C'erano rapporti fra Stefano Delle Chiaie ed appartenenti alla Massoneria. Ricordo che Mario Tilgher era massone e che Saccucci era massone, inoltre Delle Chiaie aveva un rapporto personale e diretto con l'avv. Minghelli

#### Strage di Bologna
Anche le indagini compiute su di lui nell'ambito della strage di Bologna del 1980, pur appurando rapporti con la P2 e la Massoneria, non accertano alcuna responsabilità a suo carico e le dichiarazioni di Vincenzo Vinciguerra e di Angelo Izzo risultarono o elusive o non confermate. Viene assolto con la formula "insufficienza di prove".
(Nella sentenza di rinvio a giudizio)
Mino Pecorelli era in possesso di un dossier di 12 pagine, che non riuscì a pubblicare sull'Osservatore Politico, il quale dimostrava che Delle Chiaie era in Italia al momento della strage e che conosceva Licio Gelli. La loro conoscenza fu confermata dalla segretaria di Gelli durante il processo per la strage di Bologna.

### Attentati ai treni
Nel 1995 Delle Chiaie, come dirigente di Avanguardia Nazionale, fu inoltre indagato dal giudice Salvini per alcuni attentati a treni:
Il giudice Salvini ha dichiarato di «non doversi procedere in ordine ai reati di cui ai capi 16/a), 16/b), 17), 18), 19), 20) e 21) perché estinti per intervenuta prescrizione».
Degli attentati ha parlato Vincenzo Vinciguerra, riferendo di aver saputo del coinvolgimento di Avanguardia Nazionale direttamente da Delle Chiaie:
« [...]  Quella sera io e Stefano Delle Chiaie stavamo conversando ed il discorso cadde, trattando di atti di sabotaggio, sulla necessità di predeterminarne gli effetti, obiettivo che comportava di poter disporre di mezzi tecnici adeguati per calibrarne gli effetti stessi.Io sottolineavo la difficoltà di possedere questo tipo di mezzi, anche in base alla mia esperienza, al che Stefano ne ribadì la necessità portando ad esempio proprio l'operazione contro i treni diretti a Reggio Calabria, resa possibile dall'impiego di timers. È bene specificare che il confronto era basato da un lato sulla mia attività non come elemento di Ordine Nuovo, quindi rappresentante di una organizzazione, bensì come persona singola che aveva operato con alcuni camerati a titolo personale.
D'altro lato vi era Stefano che parlava come responsabile di una organizzazione, e cioè Avanguardia Nazionale, nell'ambito della quale erano maturate l'organizzazione e l'esecuzione degli attentati ai treni».
Il giudice Salvini nelle stesse indagini, cercando riscontri al racconto di Vinciguerra, accertò che Avanguardia Nazionale avrebbe avuto a disposizione alcuni timer affini e per gli attentati in Calabria e per gli attentati del dicembre 1969:
«La struttura calabrese di Avanguardia Nazionale, nel periodo intercorso fra la strage di piazza Fontana e gli attentati ai treni dell'ottobre 1972, deteneva alcuni timer che provenivano dalla struttura centrale romana. Quando vi era stata la necessità di recuperarli dal loro custode, Bruno Galati, si erano mossi da Roma due fedelissimi di Stefano Delle Chiaie, Tonino Fiore e Carmine Palladino, entrambi citati nella relazione di Guido Paglia e, il secondo, ucciso molti anni dopo in carcere da Pierluigi Concutelli affinché non rivelasse, nella fase di cedimento in cui si trovava, i molti segreti di cui era depositario. Si tratta, con ogni probabilità, dei timer o di parte dei timer utilizzati per gli attentati del 12 dicembre 1969 ed è quindi del tutto verosimile che Avanguardia Nazionale, responsabile o corresponsabile, secondo le dichiarazioni di Vinciguerra, di entrambe le campagne di attentati, ne abbia utilizzato qualcuno anche per gli attentati ai treni del 21/22 ottobre 1972. Trova così una indiretta conferma l'importante confidenza di Stefano Delle Chiaie e, attraverso il racconto di Carmine Dominici, si aggiunge altresì un nuovo tassello agli elementi indiziari che legano Avanguardia Nazionale alla strage di piazza Fontana».

### Il tentato rientro in politica
Delle Chiaie che, al rientro in Italia, aveva fondato l'agenzia di stampa Publicondor, tentò di reinserirsi nella vita politica e, nell'ottobre del 1991, organizzò a Pomezia, nel Lazio, un incontro fra figure storiche della destra extraparlamentare (Il Forum Nazionalpopolare), a cui partecipò anche Adriano Tilgher, che successivamente diverrà leader del Fronte Sociale Nazionale.
La riunione sancì la nascita di una nuova formazione politica, la Lega Nazionale Popolare, perché il neonato movimento vorrebbe estenderne la formula organizzativa e militante all'intero territorio nazionale, pur con idee diverse. Del nuovo movimento fecero parte ex esponenti missini, altri provenienti dall'area extraparlamentare di destra, ma anche dalla sinistra. Alle elezioni politiche del 1992 la Lega Nazional Popolare si presentò nelle liste della Lega delle Leghe di Domenico Pittella, che ottenne scarso successo e scomparve qualche tempo più tardi, dopo aver cambiato nome in Alternativa Nazionale Popolare.

### Morte
Delle Chiaie è deceduto il 9 settembre 2019 all'ospedale Vannini di Roma, a pochi giorni dal suo 83º compleanno. Il suo funerale è stato officiato il 12 settembre 2019 nella basilica di San Lorenzo fuori le mura, al termine del quale è stato sepolto nel cimitero del Verano; alla cerimonia partecipano numerosi esponenti dell'estrema destra italiana, come Vincenzo Nardulli, Bruno Di Luia, Roberto Fiore (leader di Forza Nuova), Maurizio Boccacci, Adriano Tilgher (leader del Fronte Nazionale), Adalberto Baldoni, Mario Borghezio (ex deputato e parlamentare europeo della Lega Nord) Domenico Gramazio (ex deputato e senatore di Alleanza Nazionale e del Popolo delle Libertà).

## Opere
- Un meccanismo diabolico. Stragi, servizi segreti, magistrati, (con Adriano Tilgher), Roma, Publicondor, 1994
- Memorie di un avventuriero politico, 2011
- L'Aquila e il Condor, postfazione di Luca Telese, Sperling & Kupfer, 2012